# Angoon, Aljaska
Angoon (Angun) /isthmus town/, selo Hutsnuwu Indijanaca na sjevernoj obali Hood Baya, na otoku Admiralty pred obalom Aljaske. Populacija mu je 1880. iznosila 420. Najveći dio stanovništva preselio se u ribarsko selo Killisnoo koje su osnovali bijelci na istoimenom otoku u arhipelagu Alexander. Angoon se u suvremeno vrijeme razvio u napredno i najveće stalno-naseljeno mjesto na Admiraltyju čija populacija iznosi 542 (2002).
U Angoonu je Hidroplanska luka Angoon (Angoon Seaplane Base), oznake AGN.

## Vanjske poveznice
- Angoon, Alaska  Arhivirana inačica izvorne stranice od 4. ožujka 2016. (Wayback Machine)
- Angoon, AK